# EDILABO
EDILABO est une démarche de spécifications, conduite par le Service d'administration nationale des données et référentiels sur l'eau (Sandre), pour l'Échange de données informatisé entre commanditaires et prestataires (préleveurs et laboratoires d’analyses) du domaine de l’eau.

## Contexte
Chaque année en France, plus de dix millions de résultats d’analyses d’eau (eau potable, eau superficielle, eau souterraine, eau littorale, eau usée, etc.) sont produits et échangés entre laboratoires d’analyses et commanditaires (DDASS, police des eaux, agences de l’eau, industriels, etc.). Ces données sont stockées dans diverses bases de données sous des formats variés, manipulées, exploitées, transférées…

## Objectifs
Les objectifs d'EDILABO sont : 
- de faciliter les échanges de données entre donneurs d'ordres (établissements publics ou privés chargés de la surveillance de milieux aquatiques) et prestataires préleveurs et/ou laboratoires d'analyses, au travers de la définition d’un scénario d’échange de données unique,
- d'assurer une meilleure fiabilité des informations transmises (moins d’erreurs d’interprétation ou liés à la saisie des résultats d'analyse),
- d'augmenter progressivement, de manière structurée, le nombre d'informations métiers échangées.

## Périmètre
Le périmètre des données de la version 1.0 des spécifications EDILABO couvre toutes les thématiques de l’eau (eau superficielle, souterraine, AEP, assainissement, etc.) pour toutes les informations relatives à des mesures physico-chimiques et microbiologiques.

## Règlementation
L'arrêté du 29 novembre 2006, portant sur les modalités d'agrément des laboratoires effectuant des analyses dans le domaine de l'eau et des milieux aquatiques au titre du code de l'environnement, a été publié au Journal Officiel du 21 décembre 2006. L'article 3 fait apparaitre les conditions d’échanges de données relatifs à EDILABO. 

## Composantes
EDILABO repose sur :
- un langage commun défini par les acteurs de l’eau, constitué par un ensemble de définitions de données métiers,
- un ensemble de données de référence permettant d’identifier, de manière unique, chaque support faisant l’objet de prélèvement (eau, sédiments, matières en suspension, etc.), chaque paramètre analysé (DCO, température, HAP, etc.), chaque méthode d’analyse utilisée, etc.,
- un ensemble de règles d’échange adapté à chaque situation possible entre les différents acteurs,
- un format de fichier d’échange unique, véritable enveloppe technique structurée permettant de faire véhiculer les données.

## Mise en œuvre
Pour échanger des données sous la forme d'EDILABO, les acteurs s'équipent d'outils conformes aux spécifications EDILABO. Les éditeurs de logiciels développent progressivement ces outils. Le Sandre met à disposition un outil, libre d'utilisation, permettant à un laboratoire de produire un simple fichier de résultats de mesures à partir d'un fichier de demande.